# Боґушиці (Великопольське воєводство)
Боґушиці (пол. Boguszyce) — село в Польщі, у гміні Вежбінек Конінського повіту Великопольського воєводства.
Населення — 265 осіб (2011).
У 1975-1998 роках село належало до Конінського воєводства.

## Демографія
Демографічна структура станом на 31 березня 2011 року:
|          | Загалом | Допрацездатний вік | Працездатний вік | Постпрацездатний вік |
| -------- | ------- | ------------------ | ---------------- | -------------------- |
| Чоловіки | 134     | 32                 | 90               | 12                   |
| Жінки    | 131     | 25                 | 79               | 27                   |
| Разом    | 265     | 57                 | 169              | 39                   |